# ¡Dios mío!
¡Dios mío!, originalmente titulada El Dios, es una serie de historieta satírica creada en 1977 por José Luis Martín, publicada por la revista española de actualidad humorística, El Jueves.

## Argumento y personajes
En cuatro viñetas a todo color y sin diálogos, relata las historias de Dios, representado como un hombre mayor, rechoncho y con barba, el triángulo con el ojo en la cabeza y pantuflas en los pies, que tiene aficiones de nuestros días y disfrutando de ellas, como cualquier ser humano, y usando sus poderes sobrenaturales para tomar ventaja humorísticamente de sus dificultades.
Es frecuente la aparición de otros personajes bíblicos como Jesucristo, la Virgen María o Moisés, y también personajes de otras religiones y credos como Buda, Visnú, Mahoma, etc. Incluso filósofos como Nietzsche y cualquier otro personaje público o histórico fallecido como el papa Juan Pablo II o Galileo Galilei han aparecido en algunas historietas.